# St. Georg (Sélestat)

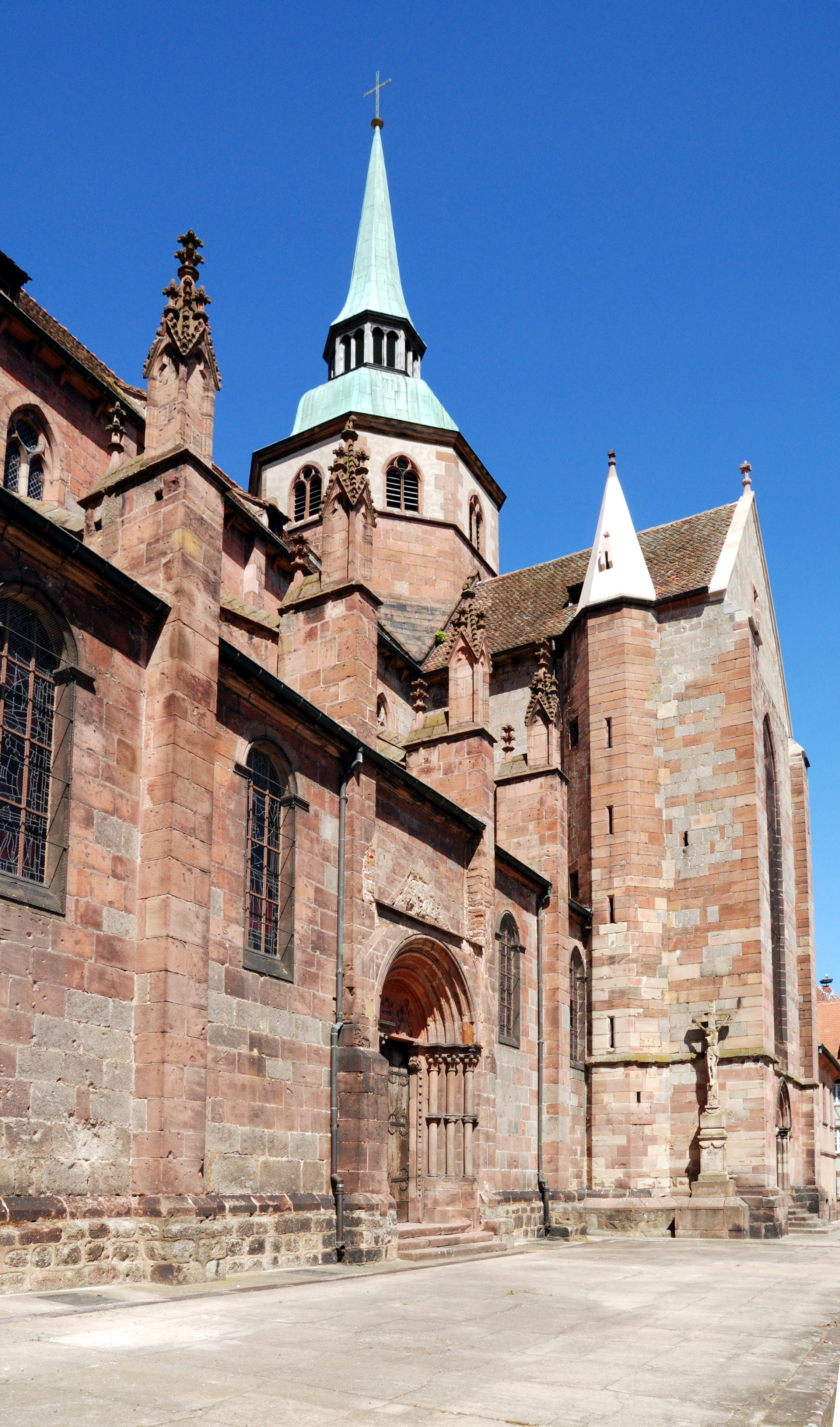
Vierungsturm und südliches Querhaus mit romanischem Seitenportal

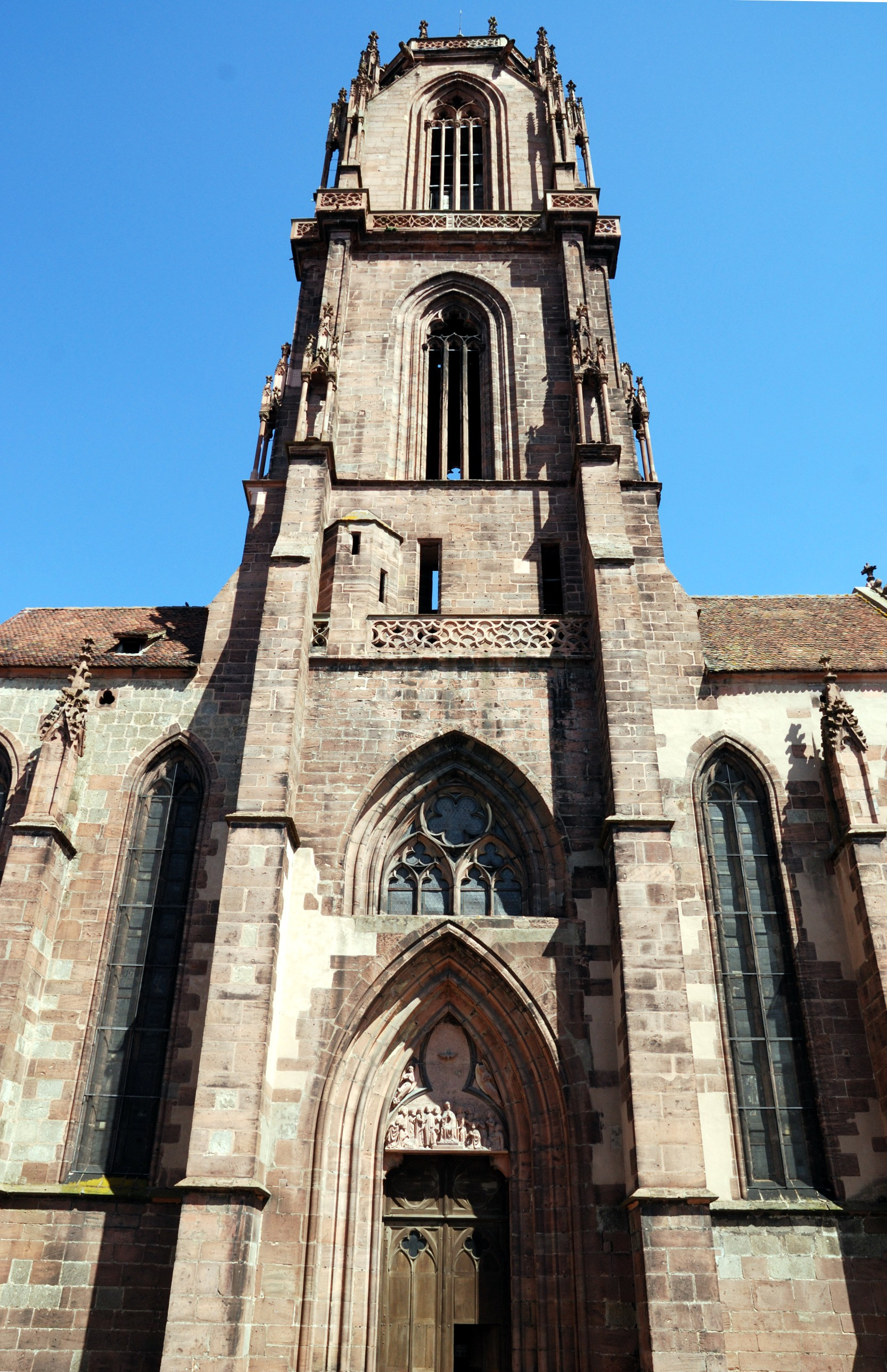
Westturm

Die römisch-katholische Sankt-Georgs-Kirche von Sélestat (Église Saint-Georges de Sélestat) ist eine der größten gotischen Kirchen des Unterelsass (Département Bas-Rhin). Die Kirche ist seit 1848 als Monument historique klassifiziert.

## Beschreibung
Die Kirche wurde 1230 bis 1490 von Straßburger Dombaumeistern im Stil französischer Kathedralen über Fundamenten eines karolingischen Vorgängerbaus und unter Einbeziehung eines romanischen Portals errichtet. 
Das Gebäude trug äußerlich und innerlich schwere Schäden durch die Französische Revolution und den Zweiten Weltkrieg davon, durch die es zahlreiche Skulpturen, Glasfenster und den Lettner einbüßte.  
Die Kirche wurde mehrfach restauriert und befindet sich gegenwärtig in einem befriedigenden Zustand. 

## Abmessungen
Die bekannten Maße sind wie folgt:
- Außenlänge: 64,85 m
- Höhe des Mittelschiffs: 20 m
- Innenbreite gesamt: 18,70 m
- Länge des Chors: 21,85 m
- Höhe des Westturms: 60 m

## Ausstattung
Die erhaltene Ausstattung (früh- bis spätmittelalterliche Bleiglasfenster im Chor, gotische Wandmalereien und barocke Kanzel mit Samson als Träger im Langhaus, große Rinckenbach-Orgel von 1896 über dem Eingang) gilt regional als erstrangig. Die Turmuhr ist ein Werk von Jean-Baptiste Schwilgué. Das Geläut besteht aus vier Glocken aus den Jahren 1879 und 1924 in den Schlagtönen c1, e1, g1 und a1.
In der Sankt-Georgs-Kirche befindet sich die Grabstätte des Humanisten Beatus Rhenanus, dessen Privatbibliothek heute in der Humanistenbibliothek zu sehen ist.

### Orgel

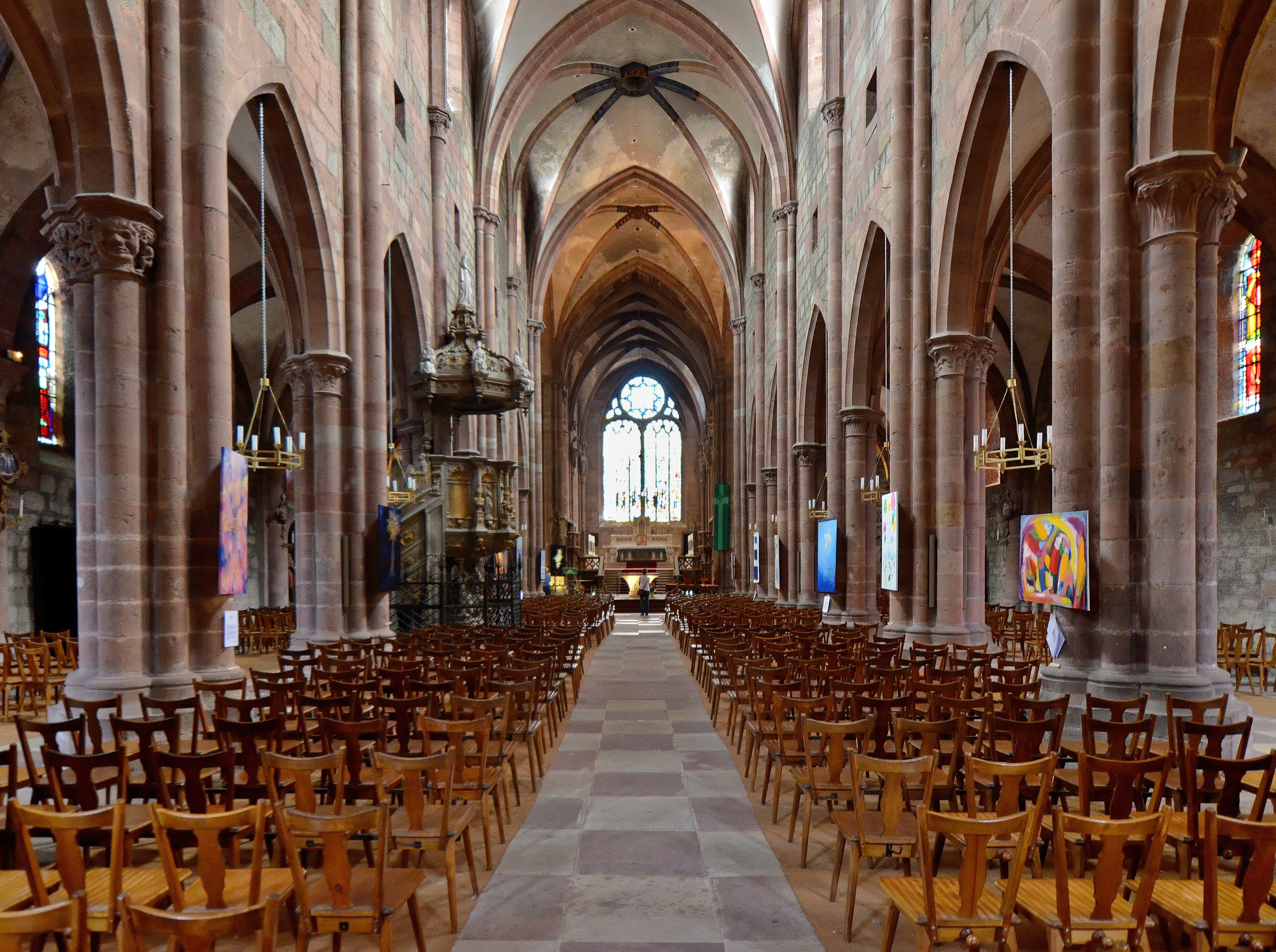
Kirchenschiff Richtung Chor

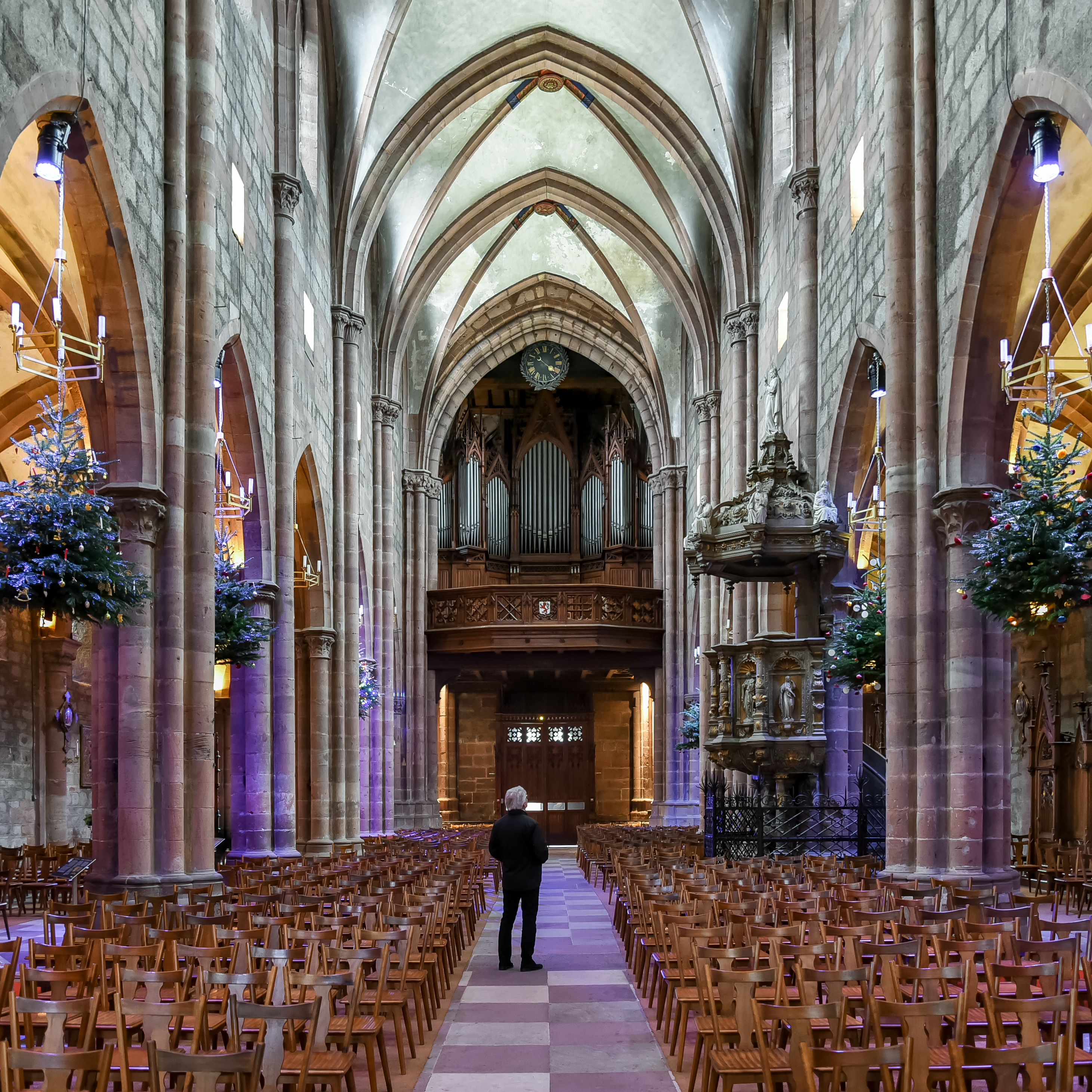
Kirchenschiff Richtung Orgel

Die Orgel wurde 1896 vom Orgelbauer Martin Rinckenbach erbaut. Sie ersetzte ein Instrument, das 1768 von Andreas Silbermann erbaut worden war und 1896 an die Dominikaner-Kirche in Colmar verkauft wurde. Die Orgel hatte ursprünglich 43 Register (mit Barker-Maschinen in der Grand Orgue). 1952 wurde die Disposition geringfügig durch den Orgelbauer Georg Schwenkedel verändert. Zuletzt wurde das Instrument durch Alfred Kern restauriert.
| I Grand Orgue C–d3 |       |
| Principal          | 16′   |
| Bourdon            | 16′   |
| Principal          | 8′    |
| Bourdon            | 8′    |
| Flûte majeure      | 8′    |
| Prestant           | 4′    |
| Flûte              | 4′    |
| Nasard             | 2 ⁄3′ |
| Doublette          | 2′    |
| Cornet V (D)       |       |
| Mixture III-IV     | 1 ⁄3′ |
| Cymbale III        |       |
| Basson             | 16′   |
| Trompette          | 8′    |
| Clairon            | 4′    |

| II Positif C–g3  |        |
| Quintaton        | 16′    |
| Lieblich gedackt | 8′     |
| Salicional       | 8′     |
| Prestant         | 4′     |
| Flûte            | 4′     |
| Nasard           | 2 ⁄3′  |
| Doublette        | 2′     |
| Tierce           | 1 3⁄5′ |
| Cymbale III      | 2⁄3′   |
| Cromorne         | 8′     |
| Tremblant doux   |        |

| III Récit expressif C–g3 |     |
| Rohrfloete               | 8′  |
| Salicional               | 8′  |
| Geigenprincipal          | 8′  |
| Voix céleste             | 8′  |
| Floete traverse          | 4′  |
| Doublette                | 2′  |
| Basson                   | 16′ |
| Trompette solo           | 8′  |
| Basson-Musette           | 8′  |
| Voix humaine             | 8′  |
| Tremblant                |     |

| Pédale C–f1   |     |
| Soubasse      | 16′ |
| Flûte         | 16′ |
| Principalbass | 8′  |
| Flûte         | 8′  |
| Violoncelle   | 8′  |
| Flûte         | 4′  |
| Bombarde      | 16′ |
| Trompette     | 8′  |

- Koppeln: II/I, III/I, I/P, II/P, III/P